# موريس بوكاي
موريس بوكاي (بالفرنسية: Maurice Bucaille) (19 يوليو 1920 - 17 فبراير 1998)، طبيب فرنسي نشأ على المسيحية الكاثوليكية، وكان الطبيب الخاص للملك فيصل بن عبد العزيز، ومع عمله في المملكة العربية السعودية وبعد دراسة للكتب المقدسة عند اليهود والمسلمين ومقارنة قصة فرعون، ألف كتاب التوراة والأناجيل والقرآن الكريم بمقياس العلم الحديث الذي تُرجم إلى سبعَ عشرةَ لغة منها العربية.

من أشهر مقولاته: 
| موريس بوكاي | فالقرآن فوق المستوى العلمي للعرب، وفوق المستوى العلمي للعالم، وفوق المستوى العلمي للعلماء في العصور اللاحقة، وفوق مستوانا العلمي المتقدم في عصر العلم والمعرفة في القرن العشرين ولا يمكن أن يصدر هذا عن أمِّي وهذا يدل على ثبوت نبوة محمد وأنه نبي يوحى إليه. | موريس بوكاي |

## حياته
ولد موريس بوكاي في مدينة بون ليفيك الواقعة في قلب ما يعرف ببلاد الأوج بإقليم نورماندي الأدنى في شمال غرب فرنسا في التاسع عشر من يوليو عام 1920. وتلقى موريس تعليمه حتى المستوى الثانويّ في مدرسة كاثوليكية في مدينته الصغيرة.
في عام 1987 استرجع الدكتور موريس بوكاي في لقاء مع علماء وأطباء أميركيين في شيكاغو حادثة كان لها أبلغ الأثر في حياته فيما بعد:
«في عام 1935 كنت في الخامسة عشرة من عمري، وكنت ما أزال طالبا في مدرسة مسيحية. في تلك الفترة أعلن الأب بيرونيه، وكان أحد علماء الأحافير الجيولوجية، عن اكتشاف رسوم بشرية في كهف في جنوب أسبانيا أرجع تاريخها إلى 15000 عاما، هذا في الوقت الذي كنا نقرأ فيه في كتاب الدين بالمدرسة أن تاريخ ظهور الإنسان الأول على الأرض يرجع إلى 4000 عام قبل المسيح، أصابتني حيرة فسألت الأب مدرّس الدين: أيّ التاريخين أصدق؟ أجابني قائلا: من فضلك، لا تخلط بين شيئين مختلفين: هناك العلم في جانب والدين في جانب آخر، وعندما يقع تعارض بينهما، فإن ما يقوله الدين هو الحقيقة! قلت له: لا يمكن! هذا مستحيل، هذه حقيقة علمية تمت البرهنة عليها، كيف يمكن إرجاع تاريخ ظهور الإنسان على الأرض إلى ما يقوله كتاب الدين؟»
قبيل اندلاع الحرب العالمية الثانية توجه موريس بوكاي إلى العاصمة الفرنسية ليلتحق بمدرسة (كلية) الطب بجامعة باريس. وعندما وضعت الحرب أوزارها في عام 1945م كان بوكاي قد أنهى دراسته الأكاديمية ليعمل بعيادة الجامعة جراحا شابا في الأمراض الباطنية مع التخصص في طب الأمعاء. وإلى جانب عمله كان بوكاي يقوم بالتدريس على نحو متقطّع في الكلية. وقد عد هذا التكليف من قبيل التقدير بتفوقه في الدراسة الأكاديمية.
لبوكاي معرفة عميقة بالكتب المقدسة اليهودية والمسيحية، وله اهتمام بالمصريات. التحق في مطلع الخمسينات بالجمعية الفرنسية للمصريات (التي تأسست في باريس في عام 1923) حيث درس الهيروغليفية – لغة الحضارة المصرية القديمة.
لقد شكّل هذان العاملان القوة الدافعة لبوكاي في سنواته التكوينية الغضة. وسيرى المتابعون لأعماله اللاحقة مدى تأثير هذين العاملين فيما توصّل إليه من نتائج وخلاصات. ثمة عامل ثالث أثبت مدى أهميته في بحوثه وأنشطته خاصة المتعلّق منها ببحث التوافق بين الدين من خلال نصوصه المقدسة وبين العلم الحديث. وبدأ تأثير هذا العامل الثالث لدى بوكاي مبكرا في مطلع الخمسينات حين اطّلع على ترجمة للقرآن الكريم للمستشرق الفرنسيّ غاستون بلاشير (طبعة 1949) ففتح له آفاقا لم تكن في حسبانه آنذاك.
في عقد الستينات صار بوكاي طبيبا باطنيا. في خريف عام 1969 عاد بوكاي إلى مقاعد الدراسة في جامعة السوربون – معهد اللغات الشرقية لكي يدرس اللغة العربية دراسة نظامية. وفي عام 1972 بعد سنوات أربع في المعهد صار بوكاي ضليعا في اللغة العربية.
برهنت دراسة بوكاي للغة العربية على جدواها وفاعليتها عندما قرأ القرآن الكريم بها قبل زيارته لمصر للمرة الأولى في صيف عام 1974م ليقترح مشروعا بحثيا متعلّقا بتحديد مومياء فرعون الخروج الذي طارد النبي موسى وبني إسرائيل ولقي مصيره غرقا في البحر. كانت معرفته بالسيدة جيهان السادات (إذ عالج بنجاح قريبا لها قبل سنوات في باريس) الباب الذي يسّر إقناع الرئيس السادات بفحص وعلاج مومياواتيّ رمسيس الثاني وابنه مرنبتاح. وكان السادات هو الذي قدمه ليكون ضمن الفريق المعالج للملك فيصل عاهل السعودية حتى اغتياله في 25 مارس عام 1975.
لقد أسهمت معرفة بوكاي بالعربية في تميّز محتوى كتابه الأول الظاهرة «التوراة والإنجيل والقرآن والعلم الحديث» المنشور في عام 1976. وفي مطلع الثمانينات شعر بوكاي بضرورة تخصيص وقته كله للبحث العلميّ والدراسات المقارنة فأغلق عيادته في عام 1982. وفي المحصلة النهائية فقد أثارت آراء وبحوث بوكاي الخاصة بالمصريات والدراسات الدينية المقارنة جدلا شديدا في وطنهِ وخارجه. وتعرض منهج موريس بوكاي لانتقادات واسعة من قبل علماء وباحثين غربيين معتبرين كتبهِ غير موضوعية، وغير علمية، ويناقض النظريات العلمية في مواقع عدة.

## البوكايية
البوكايية هو مصطلح يستخدم بواسطة الأكاديميين للدلالة على حركة المتدينين في ربط العلم الحديث بالدين وخصوصًا الإسلام.
تعرض كتاب ومنهج موريس بوكاي لإنتقادات واسعة من قبل علماء وباحثين غربيين معتبرين الكتاب غير موضوعي، وغير علمي، ويناقض النظريات العلمية في مواقع عدة. على سبيل وجد عدد من الناقدين أمثال الباحث تانر إديس أن المراجع والآيات القرآنية التي أستند اليها موريس بوكاي ليثبت فيها توسع الكون، والأكوان المتوازية، والكون المنظور هي «خاطئة بشكل صارخ». وفقًا لجريدة وول ستريت جورنال على الرغم من أن منهج وكتب موريس بوكاي تم «ازدراءه وإنكاره من قبل معظم علماء التيار الرئيسي»، الا أنه عزز الفخر في التراث الإسلامي لدى عامة المسلمين، ولعب دورًا هامًا في جذب عدد من المتحولين.

## وفاته
توفي الدكتور موريس بوكاي في باريس في 18 فبراير 1998.

## وصلات خارجية
- موريس بوكاي وقصة دراسته لمومياء فرعون
- التوراة والإنجيل والقرآن والعلم الحديث من مكتبة الرافدين
- الكتاب مترجم باللغة الإنجليزية